# Splügener Kalkberge
Die Splügener Kalkberge sind die Supergruppe 10 III C der Adula-Alpen nach SOIUSA nördlich des Splügenpasses. Sie bestehen aus:
- der Gruppe Piz Tomül (C.7) und
- der Gruppe Beverin (C.8)

Die beiden Gruppen werden durch das Safiental getrennt.
Die höchsten Berge sind:  
- Bruschghorn  (3056 m),
- Alperschällihorn (3038 m),
- Piz Beverin (2997 m),
- Piz Tomül (2946 m),
- Piz Tarantschun (2762 m),
- Carnusapass (2605 m),
- Strätscherhorn (2557 m),
- Piz Calandari (2438 m).

Fast alle Splügener Kalkberge sind von Steinwüsten und Geröllhalden geprägt. Lediglich der Piz Beverin ist kein wirklicher Kalkberg, er gehört aber nach der SOIUSA zu der Gruppe. Nördlich des Piz Tarantschun liegt auf 2605 Metern der Carnusapass, ein Passübergang von Wergenstein zum Glaspass.